# Hanhijaure
Hanhijaure är en sjö i Gällivare kommun i Lappland och ingår i Kalixälvens huvudavrinningsområde. Sjön har en area på 0,148 kvadratkilometer och ligger 505 meter över havet. Hanhijaure ligger i Kaitum fjällurskog Natura 2000-område.

## Delavrinningsområde
Hanhijaure ingår i det delavrinningsområde (751063-168765) som SMHI kallar för Utloppet av Nilakkajärvi. Medelhöjden är 510 meter över havet och ytan är 29,04 kvadratkilometer. Det finns inga avrinningsområden uppströms utan avrinningsområdet är högsta punkten. Vattendraget som avvattnar avrinningsområdet har biflödesordning 4, vilket innebär att vattnet flödar genom totalt 4 vattendrag innan det når havet efter 336 kilometer. Avrinningsområdet består mestadels av skog (50 procent) och sankmarker (42 procent). Avrinningsområdet har 0,98 kvadratkilometer vattenytor vilket ger det en sjöprocent på 3,4 procent.